# La Chatte andalouse
Pour plus de détails, voir Fiche technique et Distribution.
La Chatte andalouse est un court métrage français écrit et réalisé par Gérald Hustache-Mathieu, sorti en 2002. 
Du fait de sa durée, 48 minutes, il est parfois classé dans la catégorie des moyens métrages.

## Synopsis
Sœur Angèle (Sophie Quinton) fait la rencontre d'une artiste plasticienne, Rosa Maria Dolores (Blanca Li), hospitalisée en soins palliatifs. La jeune religieuse accepte de poursuivre l'œuvre inachevée de Rosa constituée de moulages de phallus.

## Fiche technique
- Réalisation et scénario : Gérald Hustache-Mathieu
- Sociétés de production :  Canal+, Centre National de la Cinématographie (CNC), Adami et Dharamsala
- Décors : Moundji Gaceb Couture
- Costumes : Sophie Schaal
- Photographie : Aurélien Devaux
- Montage : François Quiqueré
- Genre : court métrage, drame
- Durée : 48 minutes
- Date de sortie : 
  -  France - 22 novembre 2002

## Distribution
- Sophie Quinton
- Blanca Li
- Cédric Grimoin